# Андронатій Віталій Борисович
Віталій Борисович Андронатій — український військовий медик, полковник медичної служби Збройних сил України. Заслужений працівник охорони здоров'я України (2006).
Проходив службу на посадах начальника військово-медичного управління Західного оперативного командування (м. Львів) та начальника Західного регіонального медичного управління Департаменту охорони здоров'я Міністерства оборони України.
З 2008 по 2011 рік на посаді начальника львівської комунальної лікарні швидкої медичної допомоги.
У 2011—2012 роках на посаді начальника Центрального військово-медичного управління Збройних сил України.
З 2013 по 2014 рік був заступником та пізніше директором Військово-медичного департаменту Міністерства оборони України.
Станом на 2019 рік, на посаді начальника медичної служби Служби судової охорони.